# Cima della Vista
La Cima della Vista (Blickenspitz in tedesco) è una montagna delle Alpi Orientali, più precisamente dei Monti di Fundres, alta 2988 metri; si trova fra la Valle di Valles e la Val di Nebbia (Rauchtal).
Questa cima è la più vicina al Picco della Croce, il più alto dei Monti di Fundres. Tra le due vette vi è il Passo Val di Nebbia (Rauchtaljoch). Questa cima copre la visuale al Picco della Croce guardandolo dal Rifugio Bressanone. Non vi sono sentieri che portano alla vetta.